# Матч СРСР — США з легкої атлетики 1977
Матч СРСР — США з легкої атлетики 1977 був проведений 1-2 липня у Сочі на Центральному стадіоні.
Матчева зустріч американських та радянських багатоборців проводилася окремо, 13-14 серпня, в американському Блумінгтоні.

## Результати

### Чоловіки
| Місце | Атлет               | Результат |
| ----- | ------------------- | --------- |
| 1     | Кліффорд Вайлі      | 10,36     |
| 2     | Майк Кі             | 10,42     |
| 3     | Микола Колесников   | 10,44     |
| 4     | Володимир Ігнатенко | 10,51     |

| Місце | Атлет             | Результат |
| ----- | ----------------- | --------- |
| 1     | Білл Коллінз      | 20,52     |
| 2     | Кліффорд Вайлі    | 20,63     |
| 3     | Олександр Аксинін | 21,12     |
| 4     | Микола Колесников | 21,19     |

| Місце | Атлет              | Результат |
| ----- | ------------------ | --------- |
| 1     | Стен Вінсон        | 46,48     |
| 2     | Стів Кемпбелл      | 46,60     |
| 3     | Павло Литовченко   | 47,29     |
| 4     | Володимир Смородін | 48,00     |

| Місце | Атлет             | Результат |
| ----- | ----------------- | --------- |
| 1     | Анатолій Решетняк | 1.46,8    |
| 2     | Джеймс Робінсон   | 1.47,2    |
| 3     | Браян Донаг'ю     | 1.47,8    |
| 4     | Віктор Анохін     | 1.48,8    |

| Місце | Атлет             | Результат |
| ----- | ----------------- | --------- |
| 1     | Майк Слек         | 3.40,9    |
| 2     | Анатолій Мамонтов | 3.41,2    |
| 3     | Філ Кейн          | 3.41,2    |
| 4     | Володимир Єрохін  | 3.47,1    |

| Місце | Атлет              | Результат |
| ----- | ------------------ | --------- |
| 1     | Борис Кузнецов     | 13.44,9   |
| 2     | Ренді Меланкон     | 13.46,0   |
| 3     | Ральф Кінг         | 13.46,9   |
| 4     | Володимир Меркушин | 13.54,3   |

| Місце | Атлет             | Результат |
| ----- | ----------------- | --------- |
| 1     | Леонід Мосеєв     | 28.36,1   |
| 2     | Олександр Антипов | 28.36,1   |
| 3     | Рік Рохас         | 28.48,0   |
| 4     | Ренді Томас       | 29.03,4   |

| Місце | Атлет               | Результат |
| ----- | ------------------- | --------- |
| 1     | Роберт Гейнс        | 13,69     |
| 2     | В'ячеслав Кулебякін | 13,77     |
| 3     | Едуард Переверзєв   | 13,84     |
| 4     | Донні Тейлор        | 13,89     |

| Місце | Атлет            | Результат |
| ----- | ---------------- | --------- |
| 1     | Рік Вокер        | 49,69     |
| 2     | Джеймс Кінг      | 49,70     |
| 3     | Євген Гавриленко | 50,27     |
| 4     | Олег Булаткін    | 51,17     |

| Місце | Атлет             | Результат |
| ----- | ----------------- | --------- |
| 1     | Володимир Філонов | 8.29,5    |
| 2     | Джордж Меллі      | 8.29,5    |
| 3     | Сергій Скрипка    | 8.33,8    |
| 4     | Рон Аддісон       | 8.37,8    |

| Місце | Команда                                                           | Результат |
| ----- | ----------------------------------------------------------------- | --------- |
| 1     | СРСРОлександр Аксинін Микола Колесников Юрій Сілов Валерій Борзов | 38,83     |
| 2     | СШАБілл Коллінз Карл Маккалоу Кліффорд Вайлі Майк Кі              | 38,90     |

| Місце | Команда                                                                 | Результат |
| ----- | ----------------------------------------------------------------------- | --------- |
| 1     | СШАСтів Кемпбелл Пол Воллес Кліффорд Вест Стен Вінсон                   | 3.05,00   |
| 2     | СРСРОлексій Голоурний Володимир Смородін Олег Булаткін Павло Литовченко | 3.09,51   |

| Місце | Атлет          | Результат |
| ----- | -------------- | --------- |
| 1     | Ніл Пайк       | 1:28.17,4 |
| 2     | Євген Євсюков  | 1:30.14,2 |
| 3     | Карліс Апаляйс | 1:30.18,2 |
| 4     | Тодд Скаллі    | 1:34.47,8 |

| Місце | Атлет               | Результат |
| ----- | ------------------- | --------- |
| 1     | Олександр Григор'єв | 2,27      |
| 2     | Сергій Сенюков      | 2,24      |
| 3     | Франклін Джакобс    | 2,24      |
| 4     | Бен Філдс           | 2,10      |

| Місце | Атлет                | Результат |
| ----- | -------------------- | --------- |
| 1     | Володимир Трофименко | 5,59 NR   |
| 2     | Ларрі Джессі         | 5,30      |
| 3     | Юрій Ісаков          | 5,20      |
| 4     | Даг Лаз              | 5,00      |

| Місце | Атлет              | Результат |
| ----- | ------------------ | --------- |
| 1     | Валерій Підлужний  | 8,05      |
| 2     | Джеймс Лофтон      | 7,81      |
| 3     | Володимир Цепельов | 7,55      |
| 4     | Ентоні Картер      | 7,40      |

| Місце | Атлет             | Результат |
| ----- | ----------------- | --------- |
| 1     | Анатолій Піскулін | 17,04     |
| 2     | Віктор Санєєв     | 16,90     |
| 3     | Джеймс Баттс      | 16,82     |
| 4     | Мілан Тіфф        | 14,71     |

| Місце | Атлет                | Результат |
| ----- | -------------------- | --------- |
| 1     | Анатолій Ярош        | 20,46     |
| 2     | Сем Вокер            | 19,81     |
| 3     | Олександр Баришников | 19,47     |
| 4     | Колін Андерсон       | 18,98     |

| Місце | Атлет              | Результат |
| ----- | ------------------ | --------- |
| 1     | Микола Вихор       | 64,26     |
| 2     | Володимир Ляхов    | 63,06     |
| 3     | Джеймс Мак-Голдрік | 62,30     |
| 4     | Арт Свортс         | 62,30     |

| Місце | Атлет              | Результат |
| ----- | ------------------ | --------- |
| 1     | Валентин Дмитренко | 76,52     |
| 2     | Борис Зайчук       | 73,68     |
| 3     | Еммітт Беррі       | 64,84     |
| 4     | Ед Аркаро          | 57,64     |

| Місце | Атлет          | Результат |
| ----- | -------------- | --------- |
| 1     | Род Іваліко    | 88,04     |
| 2     | Микола Гребнєв | 87,40     |
| 3     | Василь Єршов   | 85,16     |
| 4     | Ентоні Голл    | 72,06     |

### Жінки
| Місце | Атлетка           | Результат |
| ----- | ----------------- | --------- |
| 1     | Бренда Морхед     | 11,28     |
| 2     | Людмила Маслакова | 11,36     |
| 3     | Віра Анісімова    | 11,40     |
| 4     | Кеті Кроуфорд     | 12,01     |

| Місце | Атлетка             | Результат |
| ----- | ------------------- | --------- |
| 1     | Марина Сидорова     | 22,81     |
| 2     | Чандра Чізборо      | 22,89     |
| 3     | Людмила Кондратьєва | 23,12     |
| 4     | Евелін Ешфорд       | 23,43     |

| Місце | Атлетка           | Результат |
| ----- | ----------------- | --------- |
| 1     | Шерон Дебні       | 52,09     |
| 2     | Людмила Аксьонова | 52,56     |
| 3     | Наталія Соколова  | 52,76     |
| 4     | Пем Джайлз        | 54,05     |

| Місце | Атлетка           | Результат |
| ----- | ----------------- | --------- |
| 1     | Тетяна Казанкіна  | 2.00,7    |
| 2     | Джулі Браун       | 2.00,7    |
| 3     | Світлана Стрикіна | 2.01,5    |
| 4     | Сью Леттер        | 2.05,6    |

| Місце | Атлетка            | Результат |
| ----- | ------------------ | --------- |
| 1     | Джулі Браун        | 4.11,7    |
| 2     | Валентина Ільїних  | 4.12,9    |
| 3     | Сінді Бремсер      | 4.17,6    |
| 4     | Раїса Садрейдінова | 4.19,1    |

| Місце | Атлетка            | Результат |
| ----- | ------------------ | --------- |
| 1     | Ірина Бондарчук    | 8.57,5    |
| 2     | Світлана Ульмасова | 9.09,7    |
| 3     | Джулі Ші           | 9.19,4    |
| 4     | Бренда Вебб        | 9.27,8    |

| Місце | Атлетка          | Результат |
| ----- | ---------------- | --------- |
| 1     | Наталія Лебедєва | 13,09     |
| 2     | Тетяна Анісімова | 13,20     |
| 3     | Мері Ейрс        | 14,40     |
| 4     | Мері Сміт        | 15,67     |

| Місце | Атлетка           | Результат |
| ----- | ----------------- | --------- |
| 1     | Тетяна Сторожева  | 56,50     |
| 2     | Мері Ейрс         | 56,90     |
| 3     | Деббі Ессер       | 57,47     |
| 4     | Світлана Шаталіна | 59,05     |

| Місце | Команда                                                                  | Результат |
| ----- | ------------------------------------------------------------------------ | --------- |
| 1     | СШАБренда Морхед Чандра Чізборо Пем Джайлз Евелін Ешфорд                 | 44,28     |
| —     | СРСРЛюдмила Кондратьєва Людмила Маслакова Марина Сидорова Віра Анісімова | DQ        |

| Місце | Команда                                                                 | Результат |
| ----- | ----------------------------------------------------------------------- | --------- |
| 1     | СРСРЛюдмила Аксьонова Ірина Багрянцева Наталія Соколова Марина Сидорова | 3.28,6    |
| 2     | СШАМері Ейрс Пем Джайлз Кім Томас Шерон Дебні                           | 3.33,2    |

| Місце | Атлетка         | Результат |
| ----- | --------------- | --------- |
| 1     | Надія Мариненко | 1,85      |
| 2     | Тетяна Шляхто   | 1,83      |
| 3     | Пола Гервен     | 1,80      |
| 4     | Тереза Сміт     | 1,75      |

| Місце | Атлетка         | Результат |
| ----- | --------------- | --------- |
| 1     | Джоді Андерсон  | 6,68      |
| 2     | Кеті Мак-Міллан | 6,61      |
| 3     | Тетяна Скачко   | 6,47      |
| 4     | Ірина Тимофеєва | 6,36      |

| Місце | Атлетка             | Результат |
| ----- | ------------------- | --------- |
| 1     | Світлана Крачевська | 20,98     |
| 2     | Віра Цапкаленко     | 19,94     |
| 3     | Марен Зайдлер       | 15,28     |
| 4     | Кеті Дівайн         | 15,21     |

| Місце | Атлетка              | Результат |
| ----- | -------------------- | --------- |
| 1     | Фаїна Велева-Мельник | 68,60     |
| 2     | Людмила Ісаєва       | 63,64     |
| 3     | Лінн Вінбіглер       | 50,58     |
| 4     | Кеті Дівайн          | 41,96     |

| Місце | Атлетка        | Результат |
| ----- | -------------- | --------- |
| 1     | Дар'я Кур'ян   | 57,50     |
| 2     | Карін Сміт     | 56,74     |
| 3     | Надія Якубович | 55,70     |
| 4     | Лінн Кеннон    | 54,32     |

## Матч з багатоборств
Матч СРСР — США з легкоатлетичних багатоборств 1977 був проведений 13-14 серпня на стадіоні «Біллі Гейс», розташованому в кампусі Університету Індіани в Блумінгтоні, у межах тристоронньої матчевої зустрічі радянських, американських та канадських багатоборців.

### Результати
| Місце | Атлет              | Результат |
| ----- | ------------------ | --------- |
| 1     | Фред Діксон        | 8392      |
| 2     | Олександр Гребенюк | 8114      |
| 3     | Джон Воркентін     | 7994      |
| 4     | Микола Авілов      | 7880      |
| 5     | Фред Самара        | 7762      |
| 6     | Володимир Анісімов | 7634      |
| 7     | Костянтин Ахапкін  | 7626      |
| 8     | Роджер Джордж      | 7618      |
| 9     | Роберт Коффман     | 7568      |
| 10    | Володимир Буряков  | 7557      |
| 11    | Володимир Бугай    | 7423      |
| 12    | Джефф Беннетт      | 7386      |
| 13    | Анатолій Карташов  | 7384      |
| 14    | Рекс Гарві         | 7277      |
| 15    | Ел Норскотт        | 6941      |
| 16    | Марк Лайнвівер     | 6856      |
| 17    | Гордон Грем        | 6749      |
| 18    | Ален Лозьє         | 6366      |
| 19    | Зенон Смєховські   | 6069      |
| 20    | Джон Гембл         | 5666      |
| 21    | Г. Ернотт          | 5388      |
| —     | Леонід Литвиненко  | DNF       |
| —     | Джон Вітсон        | DNF       |

| Місце | Атлетка           | Результат |
| ----- | ----------------- | --------- |
| 1     | Надія Ткаченко    | 4666      |
| 2     | Надія Корякіна    | 4358      |
| 3     | Зоя Спасовходська | 4239      |
| 4     | П. Вокер          | 3972      |
| 5     | Ліз Мак-Блейн     | 3838      |
| 6     | С. Саммерс        | 3800      |
| 7     | П. Мей            | 3789      |
| 8     | Д. Корнелл        | 3736      |
| 9     | Л. Герст          | 3688      |
| 10    | Лінда Корнеліус   | 3381      |
| 11    | К. Цуорт          | 2227      |

## Командний залік

### Основний матч
|                 | СРСР | США |
| --------------- | ---- | --- |
| Чоловіки        | 118  | 105 |
| Жінки           | 89   | 66  |
| Загальний залік | 207  | 171 |

### Матч з багатоборств
За регламентом змагань, для визначення першості складались 6 найкращих результатів десятиборців та 3 найкращі результати у жіночому п'ятиборстві.
|               | СРСР   | США    | Канада |
| ------------- | ------ | ------ | ------ |
| Десятиборство | 46 235 | 46 724 | 37 179 |
| П'ятиборство  | 13 263 | 11 089 | 11 427 |

## Відео
- Репортаж про основний матч у кіножурналі «Радянський спорт» (рос.)
- Естафетний біг 4×100 метрів серед чоловіків на YouTube